# Cryptotis meridensis
Cryptotis meridensis är en däggdjursart som beskrevs av Thomas 1898. Cryptotis meridensis ingår i släktet pygménäbbmöss, och familjen näbbmöss. IUCN kategoriserar arten globalt som livskraftig. Inga underarter finns listade i Catalogue of Life.
Det vetenskapliga släktnamnet är bildat av de grekiska orden crypt[os] (gömd eller hemlig) och otis (individ med öron). Det syftar på arternas små öron som är nästan osynliga på grund av den tjocka pälsen. Artepitet syftar på utbredningsområdet i delstaten Mérida.

## Utseende
Med en kroppslängd (huvud och bål) av 70 till 102 mm och en svanslängd av 25 till 41 mm är arten störst i släktet pygménäbbmöss. Vikten varierar mellan 8,5 och 18 g. På ovansidan förekommer brun päls som är tjock med 4 till 6 mm långa hår. Det finns en tydlig gräns mot den ljusare olivbruna undersidan. Vid de långa framtassarna förekommer långa klor. Förutom könsorganen finns inga tydliga ytliga skillnader mellan honor och hanar.

## Utbredning och habitat
Denna näbbmus lever endemisk i bergstrakter i norra Venezuela. Regionen ligger 800 till nästan 4000 meter över havet.

## Ekologi
Cryptotis meridensis klättrar inte i växtligheten. Den går istället på marken och gräver gångar i skiktet av löv, mossa och lav som täcker marken. Arten ögon är mycket små och därför orienterar den sig främst med sina morrhår och med hjälp av luktsinnet. Födan utgörs av ryggradslösa djur som lever i lövskiktet som larvar av skalbaggar eller av andra insekter, snäckor, kackerlackor, spindeldjur och daggmaskar. Ibland fångas större byten som gnagare, ödlor och ungfåglar. Några ägg äts likaså.
Näbbmusen faller själv offer för ugglor, rovfåglar, pungråttor, näsbjörnar och mårddjur.
Fortplantningssättet är antagligen lika som hos andra pygménäbbmöss. För Cryptotis meridensis själv finns bara ett fåtal uppgifter. Vissa populationer har två parningstider, en i mars och april och den andra från juli till december. Hos andra populationer kan honor para sig hela året. Honan föder vanligen tre ungar per kull.